# Тихонино (Харовский район)
Тихонино — деревня в Харовском районе Вологодской области.
Входит в состав Кубенского сельского поселения, с точки зрения административно-территориального деления — в Кубинский сельсовет.
Расстояние до районного центра Харовска по автодороге — 20 км.
По переписи 2002 года население — 2 человека.